# Arszáli csata
2014. augusztus 2-án a Libanoni Biztonsági Erők letartóztatták az al-Nuszra Front egyik parancsnokát. Ezután az al-Nuszra Frint és az ISIL körbevette a libanoni katonai ellenőrző pontot Arszálnál, majd lerohanták a várost és elfoglalták az északkeleti település rendőrségét. Itt legalább 16 rendőrt fogságba ejtettek. Ezután a milicisták átvették a város irányítását, és elfogtak két katonát, akiket később a hadsereg még aznap kiszabadított. A harcok másnap is folytatódtak, mikor 30 milicista, 10 katona és két civil halt meg. 25 katona megsebesült, 13 pedig eltűnt, akikről azt gondolták, hogy fogságba estek. Az elveszett katonák közül ketten még aznap kiszabadultak.
Augusztus 4-ig már 17 katonát, 50 polgári lakost és  50 milicistát öltek meg. 86 katona megsebesült, az eltűntek száma pedig 22-re emelkedett. Mindeközben 135 civil és 15 milicista megsebesült. A meghalt civilek közül ketten 2 év alatti szír menekültek voltak. A hadsereg előre tört, és elfoglalta The military had advanced and captured a műszaki intézet már előző nap is többször megtámadott épületét. A várost több irányból is nagy erőkkel lőtték. Este a hadsereg a Ras al-Serj hegyet is elfoglalta.
Augusztus 5-én a hadsereg a kormányzat két épületét próbálta meg elfoglalni, miközben a milicisták két katonát és két rendőrt szabadon engedtek. A jelentések szerint a nap folyamán a harcokban megölték az ISIL arszáli parancsnokát. Eközben az al-Nuszra Front seregei kivonultak a városból. Este 24 órás tűzszünetet hirdettek.
Augusztus 6-án újabb 3 katonát engedtek szabadon, miközben 10 katona és 17 rendőr még mindig fogságban volt.
Augusztus 7-re egy törékeny tűzszüneti megállapodást kötöttek, mikor az ISIIL is elhagyta a várost és a szíriai határ mentén vonta össze a seregeit. Erre válaszul a rejtekhelyeiket a Szír Légierő kezdte bombázni, aminek következtében több tucat milicista megsebesült. Két nappal később a libanoni hadsereg szállta meg Arszált, és ismét létrehozták a milicisták által korábban tönkretett ellenőrző pontot. Eközben a sérüléseibe egy újabb katona halt bele, így az elvesztett katonák száma 18-ra, augusztus 12-én pedig már 19-re nőtt. 60 milicista halálát is megerősítették már ekkorra. A polgári lakosok körében a halottak száma 42-re nőtt, a sérültek száma 400 körül lehetett.

## Külső hivatkozások
- Az arszali csata

Koordináták: é. sz. 34,1794°, k. h. 36,4208°34.179400°N 36.420800°E